# Встреча Антония и Клеопатры в 41 году до н. э.
«Встреча Антония и Клеопатры в 41 году до н. э.» — картина британского художника Лоуренса Альма-Тадемы, написанная в 1888 году на сюжет из истории Древнего Рима. На полотне изображена первая встреча одного из правителей Рима Марка Антония с египетской царицей Клеопатрой VII, причём источником материала для художника стала трагедия Уильяма Шекспира «Антоний и Клеопатра», имевшая в викторианскую эпоху широкую известность. Клеопатра здесь сидит в лодке, а Антоний, подплывающий к ней, привстаёт в восторге перед её красотой. На заднем плане видны огромные римские корабли, изображённые в полуфантастическом духе.
«Встреча» стала одним из многофигурных исторических полотен на общеизвестные темы, характерных для творчества Альма-Тадемы в 1880-х годах. Художник охотно создавал такие картины, так как их можно было с выгодой продать.
Картина хранится в частном собрании.